# OCN의 텔레비전 프로그램 목록
다음은 OCN 텔레비전 프로그램의 관련 작품을 통해 발표된 순서로 나열 및 정리한 것이다.
- 표기 방식
  - 장르 프로그램 제목 (방송 기간)

- 장르 구분

| S  | 보도 · 시사        |
| I  | 교양               |
| DO | 다큐멘터리         |
| V  | 연예 · 오락 · 예능 |
| M  | 음악               |
| Q  | 퀴즈               |
| DR | 국내 드라마        |
| F  | 외화 드라마        |
| AN | 만화 · 애니메이션  |

## ㄱ
- DR 가족연애사 HD (2005년 12월 9일 ~ 2005년 12월 30일)
- DR 가족연애사 2 HD (2007년 1월 5일 ~ 2007년 1월 26일)
- DR 경성 기방 영화관  HD (2008년 5월 17일 ~ 2008년 6월 14일)
- DR 과거를 묻지 마세요  HD (2008년 5월 17일 ~ 2008년 6월 8일)
- DR 구해줘 HD (2017년 8월 5일 ~ 2017년 9월 24일)
- DR 구해줘 2 HD (2019년 5월 8일 ~ 2019년 7월)
- DR 귀신 보는 형사 처용 시즌 1 HD (2014년 2월 9일 ~ 2014년 4월 6일)
- DR 귀신 보는 형사 처용 시즌 2 HD (2015년 8월 23일 ~ 2015년 10월 18일)
- DR 그남자 오수 HD (2018년 3월 5일 ~ 2018년 4월 24일)

## ㄴ
- DR 나쁜 녀석들 HD (2014년 10월 4일 ~ 2014년 12월 13일)
- DR 나쁜 녀석들 : 악의 도시 HD (2017년 12월 16일 ~ 2018년 2월 4일)

## ㄷ
- DR 닥터 프로스트 HD (2014년 11월 23일 ~ 2015년 2월 1일)
- DR 달리는 조사관 HD (2019년 9월 18일 ~ 2019년 10월 31일)
- DR 더 바이러스 HD (2013년 3월 1일 ~ 2013년 5월 3일)
- DR 동네의 영웅 HD (2016년 1월 23일 ~ 2016년 3월 20일)
- DR 동상이몽  HD (2004년 11월 28일 ~ 2005년 1월 2일)
- DR 듀얼 HD (2017년 6월 3일 ~ 2017년 7월 23일)

## ㄹ
- DR 라이프 온 마스 HD (2018년 6월 9일 ~ 2018년 8월 5일)
- DR 루갈 HD (2020년 3월 28일 ~ 2020년 5월 17일)
- DR 리셋 HD (2014년 8월 24일 ~ 2014년 10월 26일)

## ㅁ
- DR 메디컬 기방 영화관 HD (2007년 11월 20일 ~ 2008년 1월 22일)
- DR 멜로홀릭 HD (2017년 11월 6일 ~ 2017년 12월 5일)
- DR 모두의 거짓말 HD (2019년 10월 12일 ~ 2019년 12월 1일)
- DR 미스터 기간제 HD (2019년 7월 17일 ~ 2019년 9월 5일)
- DR 미스트리스 HD (2018년 4월 28일 ~ 2018년 6월 3일)

## ㅂ
- DR 뱀파이어 검사 시즌 1[1] HD (2011년 10월 2일 ~ 2011년 12월 18일)
- DR 뱀파이어 검사 시즌 2 HD (2012년 9월 9일 ~ 2012년 11월 18일)
- DR 뱀파이어 탐정 HD (2016년 3월 27일 ~ 2016년 6월 12일)
- DR 번외수사 HD (2020년 5월 23일 ~ 2020년 6월 28일)
- DR 보이스[2] HD (2017년 1월 14일 ~ 2017년 3월 12일)
- DR 보이스 2 HD (2018년 8월 11일 ~ 2018년 9월 16일)
- DR 보이스 3 HD (2019년 5월 11일 ~ 2019년 6월 30일)
- DR 본 대로 말하라 HD (2020년 2월 1일 ~ 2020년 3월 22일)
- DR 블랙 HD (2017년 10월 14일 ~ 2017년 12월 10일)
- DR 빙의 HD (2019년 3월 6일 ~ 2019년 4월 25일)

## ㅅ
- DR 사랑은 맛있다 HD (2008년 12월 18일)
- DR 삼인삼색  HD (2008년 1월 17일 ~ 2008년 1월 31일)
- DR 손 the guest[3] HD (2018년 9월 12일 ~ 2018년 11월 1일)
- DR 쇼트 HD (2018년 2월 12일 ~ 2018년 2월 20일)
- DR 신의 퀴즈 시즌 2[4] HD (2011년 6월 10일 ~ 2011년 8월 26일)
- DR 신의 퀴즈 시즌 3 HD (2012년 5월 20일 ~ 2012년 8월 12일)
- DR 신의 퀴즈 시즌 4 HD (2014년 5월 18일 ~ 2014년 8월 3일)
- DR 신의 퀴즈: 리부트 HD (2018년 11월 14일 ~ 2019년 1월 11일)
- DR 신의 퀴즈 시즌 1 HD (2010년 8월 10일 ~ 2010년 12월 10일)
- DR 실종느와르 M HD (2015년 3월 28일 ~ 2015년 5월 30일)
- DR 썸데이 HD (2006년 11월 11일 ~ 2006년 12월 29일)

## ㅇ
- DR 아름다운 나의신부 HD (2015년 6월 20일 ~ 2015년 8월 9일)
- DR 애간장 HD (2018년 1월 8일 ~ 2018년 2월 6일)
- DR 애(愛)시리즈  HD (2007년 12월 10일 ~ 2007년 12월 24일)
- DR 애타는 로맨스 HD (2017년 4월 17일 ~ 2017년 5월 30일)
- DR 야차 HD (2010년 12월 10일 ~ 2011년 2월 25일)
- V 연예뉴스 O (2008년)
- DR 에로배우 살인사건  HD (2008년 11월 14일 ~ 2008년 11월 21일)
- DR 여사부일체  HD (2008년 9월 19일 ~ 2008년 11월 7일)
- DR 왓쳐 HD (2019년 7월 6일 ~ 2019년 8월 25일)
- DR 유혹의 기술  HD (2008년 3월 28일 ~ 2008년 4월 18일)
- DR 이브의 유혹 HD (2007년 8월 24일 ~ 2007년 9월 14일)

## ㅈ
- DR 작은 신의 아이들 HD (2018년 3월 3일 ~ 2018년 4월 22일)
- DR 조선추리활극 정약용 HD (2009년 11월 27일 ~ 2010년 1월 15일)
- DR 직장연애사  HD (2007년 11월 9일 ~ 2007년 11월 30일)

## ㅊ
- DR 천일야화  HD (2007년 12월 14일 ~ 2008년 1월 25일)
- DR 천일야화 2  HD (2008년 10월 13일 ~ 2008년 11월 4일)

## ㅋ
- DR 코마  (2006년 7월 21일 ~ 2006년 8월 18일)
- DR 코믹배틀 - 장감독 vs 김감독   HD (2008년 5월 9일)
- DR 키드갱 HD (2007년 5월 18일 ~ 2007년 8월 9일)
- DR 킬잇 HD (2019년 3월 23일 ~ 2019년 4월 28일)

## ㅌ
- DR 타인은 지옥이다 HD (2019년 8월 31일 ~ 2019년 10월 6일)
- DR 터널 HD (2017년 3월 25일 ~ 2017년 5월 21일)
- DR 트랩 HD (2019년 2월 9일 ~ 2019년 3월 3일)
- DR 트레인 HD (2020년 7월 11일 ~ 2020년 8월 16일)
- DR 특수사건 전담반 TEN 시즌 1[5] HD (2011년 11월 18일 ~ 2012년 1월 13일)
- DR 특수사건 전담반 TEN 시즌 2 HD (2013년 4월 14일 ~ 2013년 6월 30일)

## ㅍ
- DR 프리스트 HD (2018년 11월 24일 ~ 2019년 1월 20일)
- DR 플레이어 HD (2018년 9월 29일 ~ 2018년 11월 11일)

## ㅎ
- DR 히어로 HD (2012년 3월 18일 ~ 2012년 5월 13일)

## 숫자 또는 영문
- DR 38사기동대 HD (2016년 6월 17일 ~ 2016년 8월 6일)

## 같이 보기
- 한국방송공사의 텔레비전 프로그램 목록
- 한국교육방송공사의 텔레비전 프로그램 목록
- 문화방송의 텔레비전 프로그램 목록
- SBS의 텔레비전 프로그램 목록
- OBS경인TV의 텔레비전 프로그램 목록
- KNN의 텔레비전 프로그램 목록
- tvN의 텔레비전 프로그램 목록
- JTBC의 텔레비전 프로그램 목록
- 매일방송의 텔레비전 프로그램 목록
- TV조선의 텔레비전 프로그램 목록
- 채널A의 텔레비전 프로그램 목록